# James Hope (cầu thủ bóng đá)
James William Hope là một cầu thủ bóng đá người Anh thi đấu ở vị trí tiền đạo tầm xa cho Sunderland.